# البلاغ
البلاغ، روستایی است از توابع بخش شامکان و در شهرستان ششتمد استان خراسان رضوی ایران.

## جمعیت
این روستا در دهستان ربع شامات قرار داشته و بر اساس سرشماری سال ۱۳۹۵ جمعیت آن ۶۰۲ نفر بوده است.